# Lillsjön (Norrala socken, Hälsingland)
Lillsjön är en sjö i Söderhamns kommun i Hälsingland och ingår i Norralaåns huvudavrinningsområde.